# Guido Del Mestri
Guido del Mestri (13 de janeiro de 1911, em Banja Luka, na Áustria-Hungria (agora na Bósnia e Herzegovina) - 2 de agosto de 1993 em Nuremberga), foi um cardeal italiano, núncio apostólico na Alemanha de 1975 a 1984.

## Biografia

### Padre
Guido del Mestri é ordenado sacerdote em 11 de abril de 1936 para a diocese de Gorizia e Gradisca na Itália.

### Bispo
Nomeado Delegado Apostólico no Quênia em 3 de outubro de 1959 e arcebispo em partibus de Tuscamia em 28 de outubro de 1961 ele é consagrado em 31 de dezembro de 1961 pelo cardeal Laurean Rugambwa.
Ele então torna-se delegado apostólico no México em 9 de setembro de 1967, Pró- núncio apostólico para Canadá a 20 de junho de 1970 e núncio apostólico em seguida, na Alemanha a 12 de agosto de 1975. Ele se aposentou do escritório aos 73 anos de idade em 3 de agosto de 1984.

### Cardeal
Foi criado cardeal não-eleitor por João Paulo II durante o consistório de 28 de junho de 1991, com o título de cardeal-diácono de Santo Eustáquio.
Morreu em 2 de agosto de 1993.